# Tulumella
Famille
Genre
Tulumella est un genre de crustacés thermosbaenacés, le seul de la famille des Tulumellidae.

## Distribution
Les espèces de ce genre se rencontrent dans des eaux souterraines au Mexique et aux Bahamas.

## Liste des espèces
Selon World Register of Marine Species (19 juillet 2019) :
- Tulumella bahamensis Yager, 1988
- Tulumella grandis Yager, 1988
- Tulumella unidens Bowman & Iliffe, 1988

## Publications originales
- Bowman & Iliffe, 1988 : Tulumella unidens, a new genus and species of thermosbaenacean crustacean from the Yucatan Peninsula, Mexico. Proceedings of the Biological Society of Washington, vol. 101, p. 221-226.
- Wagner, 1994 : A monographic review of the Thermosbaenacea (Crustacea: Peracarida). A study on their morphology, taxonomy, phylogeny and biogeography. Zoologische Verhandelingen (Leiden), vol. 291, p. 1-338.